# 神野オキナ
神野 オキナ（かみの オキナ、1970年 - ）は日本の小説家。沖縄県出身及び在住。日本推理作家協会の会員。

## 略歴
1995年、ライターおよび商業作家活動を開始
1999年「かがみのうた」でファミ通えんため大賞小説部門佳作。
初期にはシリアスな作品が多い中、2000年に刊行されたソノラマ文庫『南国戦隊シュレイオー』ではコメディタッチを導入。MF文庫Jにおいて2003年から刊行した作品『あそびにいくヨ!』は、ドラマCD・ゲーム・コミック化され、2010年にはアニメ化もされた。

## 作品リスト

### ライトノベル系
ファミ通文庫（エンターブレイン）
- 『闇色の戦天使（ダークネス・ウォーエンジェル）』 （挿絵：近藤敏信、1999年12月、ISBN 4-7572-0618-6）

ソノラマ文庫（朝日ソノラマ）
- 『南国戦隊シュレイオー』シリーズ  （挿絵：伊東岳彦→田沼雄一郎（※電書版）、全3巻）
  1. （2000年10月、ISBN 4-257-76917-3）
  2. ダマスカス・ハート(上)  （2002年6月、ISBN 4-257-76953-X）
  3. ダマスカス・ハート(下)  （2002年8月、ISBN 4-257-76975-0）

- 『星魔の砦』 （挿絵：龍炎狼牙、2003年6月、ISBN 4-257-77008-2）
- 『封神機伝マカリゼイン』 （挿絵：田沼雄一郎、2004年6月、ISBN 4-257-77033-3）

ハルキ文庫（角川春樹事務所）
- 『鬼姫斬魔行』 （挿絵：田沼雄一郎、2000年11月、ISBN 4-89456-790-3）

電撃文庫（メディアワークス）
- 『シックス・ボルト』シリーズ  （挿絵：緒方剛志→ivuki※電書版、全3巻）

創元推理文庫（東京創元社）
- 「五月二十七日」 （『秘神界 -歴史編-』掲載、2002年9月、ISBN 4-488-59501-4）

MF文庫J（メディアファクトリー → KADOKAWA）
- 『あそびにいくヨ!』シリーズ （挿絵：放電映像〈1巻 - 14巻〉、西E田〈15巻 - 20巻〉、全20巻）
- 『王国から来た少年』 （挿絵：まったくモー助、2005年6月、ISBN 4-8401-1276-2）
- 『疾走れ、撃て! （ハシレウテ）』シリーズ （挿絵：refeia、全12巻）
- 『キャットテイル・アウトプット!』シリーズ （挿絵：西E田、全4巻）
  1. （2011年4月、ISBN 978-4-8401-3681-5）
  2. （2011年12月、ISBN 978-4-8401-4295-3）
  3. （2013年6月、ISBN 978-4-8401-5191-7）
  4. （2013年8月、ISBN 978-4-8401-5282-2）

- 『エルフでビキニでマシンガン!』 （挿絵：bob、2016年9月、ISBN 978-4-04-068602-8）

GA文庫（ソフトバンククリエイティブ）
- 『虚攻の戦士』シリーズ （挿絵：田沼雄一郎、全3巻）
  1. 「ナツ」ノキオク （2006年1月、ISBN 4-7973-3445-2）
  2. 偽リノ剣、穢レタ鎧 （2006年6月、ISBN 4-7973-3619-6）
  3. 五分間ノ神話 （2007年11月、ISBN 978-4-7973-4059-4）

- 『ぷりんせす・そーど』シリーズ （挿絵：深山和香→挿絵なし、全5巻）
  1. 戦うサツキとプリンセス （2008年6月、ISBN 978-4-7973-4753-1）
  2. 戦うサツキとヴァルキリー （2008年9月、ISBN 978-4-7973-5058-6）
  3. 戦うサツキと恋の道 （2009年7月、ISBN 978-4-7973-5465-2）
  4. 戦うサツキと悪夢の日 （2010年5月、ISBN 978-4-7973-5889-6）
  5. 戦うサツキと大団円 （2011年1月、ISBN 978-4-7973-6367-8）

- 「ワイルドウェスト・いえろー」 （挿絵：山本ヤマト、『神曲奏界ポリフォニカ ぱれっと』掲載、2007年8月、ISBN 978-4-7973-4299-4）

HJ文庫（ホビージャパン）
- 『うらにわのかみさま』シリーズ （挿絵：龍炎狼牙、全4巻）
  1. （2006年9月、ISBN 4-89425-454-9）
  2. 夜空の海と炭酸と （2007年1月、ISBN 978-4-89425-500-5）
  3. 邪神さまにおねがい （2007年6月、ISBN 978-4-89425-559-3）
  4. 虎と猫と君と僕 （2007年11月、ISBN 978-4-89425-623-1）

- 『きぐタン 可愛くて凶悪な○○者』 （挿絵：狐印、2009年4月、ISBN 978-4-89425-851-8）
- 『アンリミテッド・オーバースキル 双刀使いと紅の神撃装甲』 （挿絵：唯、2013年11月、ISBN 978-4-7986-0705-4）

富士見ファンタジア文庫（富士見書房）
- 『あくまデふぁんたジー!?』 （挿絵：梶山浩、2007年5月、ISBN 978-4-8291-1928-0）

幻狼ファンタジアノベルス（幻冬舎）
- 『リカバイヤー［奪還者］〜喪失れた女神〜』シリーズ （挿絵：隅田かずあさ、全2巻）
  1. (上) （2008年9月、ISBN 978-4-344-81436-3）
  2. (下) （2008年10月、ISBN 978-4-344-81468-4）

朝日ノベルズ（朝日新聞出版）
- 『刃の王 堕刻使いの旅立ち』 （挿絵：田沼雄一郎、2009年10月、ISBN 978-4-02-273924-7）

講談社ラノベ文庫（講談社）
- 『ウォーロック・ウィッチクラフト』シリーズ （挿絵：パセリ）
  1. （2014年5月、ISBN 978-4-06-375366-0）
  2. （2014年12月、ISBN 978-4-06-381440-8）

- 『軍師／詐欺師は紙一重』シリーズ （挿絵：智弘カイ）
  1. （2017年3月、ISBN 978-4-06-381561-0）
  2. （2017年9月、ISBN 978-4-06-381623-5）

- 『幼なじみが反対しますが秘密結社を廃業することにしました』シリーズ （挿絵：みこやん）
  1. （2019年5月、ISBN 978-4-06-516209-5）

竹書房文庫（竹書房）
- 「まだ来る」 （『怪談実話 FKB 饗宴7』掲載、2014年10月、ISBN 978-4-8124-8898-0）

ダッシュエックス文庫（集英社）
- 『イコライザー!』シリーズ （挿絵：ともぞ、全3巻）
  1. （2014年12月、ISBN 978-4-08-631016-1）
  2. （2015年2月、ISBN 978-4-08-631029-1）
  3. （2015年6月、ISBN 978-4-08-631052-9）

NOVEL 0（KADOKAWA）
- 『リラム 〜密偵の無輪者〜』（挿絵：西E田、2016年7月、ISBN 978-4-04-256023-4）

ガガガ文庫（小学館）
- 『EXMOD』シリーズ （挿絵：こぞう）
  1. 思春期ノ能力者（2017年1月、ISBN 978-4-09-451652-4）
  2. 黒ノ追撃者（2017年5月、ISBN 978-4-09-451678-4）

その他（単行本未収録作品）
- 「絶対安全ミカサ荘!」 （挿絵：左折、雑誌『ファントム』掲載〈二見書房〉、2006年4月、ISBN 4-576-06017-1）
- 「黒指のカイナ」 （挿絵：磯良一、雑誌『KENZAN!』連載〈講談社〉）
  1. （vol.6、2008年7月、ISBN 978-4-06-214867-2）
  2. （vol.7、2008年11月、ISBN 978-4-06-215139-9）
  3. （vol.8、2009年3月、ISBN 978-4-06-215205-1）
  4. （vol.10、2009年11月、ISBN 978-4-06-215870-1）
  5. （vol.11、2010年3月、ISBN 978-4-06-216118-3）

- 「かがみのうた」(挿絵：近藤敏信、2019年にKindle版が発売)

### Web小説
2010年4月より双葉社文芸WEBマガジン「カラフル」において、『星詠みは背中を押す』が全13回の隔週連載で公開された。2012年3月には『タロット・ナイト 星詠みの騎士』（タロット ナイト ほしよみのきし）と改題し書籍化された。
双葉社
- 『タロット・ナイト 星詠みの騎士』（2012年3月、ISBN 978-4-575-23763-4）

小説家になろう
- 『さむらいお肉旅』
- 『ペナルティ目当てで能力選んだらナビゲーター付き盗賊として異世界転生してました（仮）』

アルファポリス
- 『押しが強いよ先輩女神』

芯戯社
- 『双影、暁に去る』

カクヨム
- 『エルフでビキニでクリスマス！』

i-Forest PROJECT
- 『PMC レッドネスティア～ヴァンパイア・マローダーズ』

### 文芸書
徳間書店
- 『カミカゼの邦』（2017年8月、ISBN 978-4-19-864450-5）
- 『警察庁私設特務部隊KUDAN』 （2019年6月、ISBN 978-4198944728）
- 『警察庁私設特務部隊KUDAN ゴーストブロック』（2020年3月、ISBN 978-4198945442）
- 『警察庁私設特務部隊KUDAN ジャパン・ガンズ』（2021年4月、ISBN 978-4198946401）
- 『警察庁私設特務部隊KUDAN ウロボロス・クーデター4 』(2022年7月 ISBN B0B5T5VR3R)
- 『警察庁私設特務部隊KUDAN エレウシス・プラン 』(2023年1月ISBN-10  :  4198948216）

LINE文庫
- 『〈宵闇〉は誘う 藤神蒼天と地下の女王』（2019年11月、ISBN 978-4-91-004003-5）

小学館文庫
- 『国防特行班E510』（2021年1月、ISBN 978-4094068665）
- 『伏龍警視・臣大介」（2023年5月、ISBN 978-4094072532）

ファン文庫Tears
- 「すべては煙になり」（『会社であった泣ける話: 職場でこぼれた一筋の涙』収録）
- 「ちゃかちゃか」（『動物の泣ける話: 君からもらった幸せの思い出 』収録）
- 「ツケのきく店」（『カフェであった泣ける話』収録）
- 「床屋さんのいなり寿司」（『美容室であった泣ける話』収録）
- 「京都仮想現実同窓会」（『京都であった泣ける話』収録）
- 「猫と父と月の夜」（『猫の泣ける話』収録）
- 「青い絨毯と赤い絨毯」（『同窓会であった泣ける話』収録）
- 「ブックスココミネは健在です」（『5分で感動　書店にまつわる泣ける話』収録）
- 「All right! Thank you amigo!」（『横浜・神戸であった泣ける話』収録）
- 「借金大王」（『相棒の泣ける話』収録）

### その他
ゲームシナリオ
- 『ブラック☆ロックシューター FRAGMENT』（配信:グッドスマイルカンパニー、製作:G2Studios、メインシナリオ・設定:榊一郎、神野オキナ）

## 漫画の原作作品
- 『あそびにいくヨ!』
著者の同名小説シリーズにおける漫画化作品。888による雑誌連載が「月刊コミックアライブ」2006年10月号から開始[8]。2014年8月号で完結した。単行本は全10巻。
- 『神狩鬼（カミガリキ）』
漫画・隅田かずあさによる無料Webコミックが、2009年10月から2011年6月までファミ通.com「ファミ通コミッククリア」にて連載されていた[10]。書籍化された単行本は全3巻。
  1. （2010年7月、ISBN 978-4-04-726675-9）
  2. （2011年2月、ISBN 978-4-04-727010-7）
  3. （2011年10月、ISBN 978-4-04-727562-1）
- 『疾走れ、撃て!』
著者の同名小説シリーズにおける漫画化作品。作画は守月史貴が担当。「メディファクモバイル（携帯サイト）」にて2010年9月より2011年9月まで連載された。書籍化された単行本は2巻。
  1. （2011年2月、ISBN 978-4-8401-3755-3）
  2. （2011年9月、ISBN 978-4-8401-4038-6）
- 『陰陽兇変』
著者の『〈宵闇〉は誘う 藤神蒼天と地下の女王』の漫画化作品。作画は桐嶋たける。「LINEマンガ」にて2022年7月より2023年3月まで連載された[11]。全42話のウェブトゥーン。
- 『デモン・ガールズ・ガーディアンズ』
株式会社アイランドのキャラクター・アイラを主人公にした漫画化作品[12]。作画はりりうら世都。「コミックNewtype」にて2024年2月より2025年2月まで連載された。未単行本化。